# Nadim Bachir Gemayel
 (mars 2008).
Nadim Bachir Gemayel né le 1er mai 1982, est un homme politique libanais. 
Il est le fils de l'ancien président de la République libanaise Bachir Gemayel assassiné le 14 septembre 1982, et de Solange Gemayel, née Toutounji, députée de Beyrouth de 2005 à 2009.

## Biographie
Après des études de droit à Paris-Assas, il retourne au Liban pour reprendre le flambeau familial et s'inscrire dans la lignée des Gemayel. Il est le fils du président libanais assassiné Bachir Gemayel, le neveu de l'ancien président libanais Amine Gemayel et le petit-fils de Pierre Gemayel.
Il est élu député maronite de Beyrouth depuis 2009 pour le parti Kataeb et membre du Bloc du 14-Mars.
Il est réélu député aux élections législatives libanaises de 2018. 
Il démissionne comme les autres députés de son parti après les explosions du 4 août 2020 au port de Beyrouth, en signe de protestation contre l'incurie gouvernementale.
Il est réélu comme député du parti Kataeb lors des élections législatives libanaises de 2022.